# Jeroen Krabbé
Jeroen Aart Krabbé (Amsterdam, 5 de desembre de 1944) és un pintor, actor i director de cinema neerlandès. És un fill d'una nissaga artística de pintors, escriptors, actors i altres. Sa mare Margreet Reiss, d'arrels jueves, era escriptora i traductora i son pare Maarten i son avi Hendrik Maarten eren pintors.
És conegut des de mitjans dels anys 80 després de participar en dues pel·lícules premiades de Paul Verhoeven amb repercussió internacional. El primer va ser Soldaat van Oranje («Erik, l'oficial de la reina») (1982), la història d'un grup d'amics de la ciutat de Leiden, tot just abans, durant i després de la Segona Guerra Mundial, en un film on Krabbé apareix amb Rutger Hauer, un altre actor neerlandès prometedor de l'època. Va rebre rebre el premi al «millor fil estranger» per la Los Angeles Film Critics Association el 1979. El segon va ser De vierde man («El quart home») de 1983, un film de misteri inspirat en el llibre amb el mateix títol de Gerard Reve, film de culte del cinema europeu d'aquesta dècada. Krabbé hi era el protagonista. Conta la història d'un escriptor de tendències lliures i obsessives s'enamora d'una dona que coneix a una xerrada en un poble de la costa. Descobreix que aquesta és una persona psicopàtica-compulsiva i que els seus tres esposos anteriors van morir en circumstàncies obscures.
Després cridar l'atenció de Hollywood per aquests treballs, Krabbé ingressà en la nòmina d'actors estrangers que de tant en tant tenen cabuda en el cinema dels Estats Units amb papers secundaris de prestigi. Hi representa sovint el malvat de servei. El 1987 el seu paper de dolent en el film de James Bond, Alta Tensió, va ser el seu veritable avenç hollywoodià. En la seva carrera cinematogràfica va ser torturat, escapçat, castrat amb unes estisores, afusellat, matat a l'arma blanca, catapultat, batut, violat per un grup de presoners….
Enllaça títols com: Malenconia (1988) al costat de Susannah York; Buscant el meu amor (1988), Robin el magnífic (1991, John Irvin), o El príncep de les marees (1991, Barbra Streisand). A mitjans dels 90 del segle xx comença una carrera com a director amb El descobriment del cel de 1994). Va interpretar a més el doctor Nichols al film El fugitiu protagonitzat per Tommy Lee Jones i Harrison Ford. Des de 2005 va tornar al cinema neerlandès, las dels viatges i ansiós de concentrar-se en la seva família i la seva activitat de pintor. Les seves pintures solien donar una vista cap a l'exterior: els paisatges de Gauguin, a Dalfsen, la seva història familiar. Durant la pandèmia de la covid i el confinament, van esdevenir una mena de miralls del seu estudi, la mirada cap a dins. De setembre a desembre del 2021, el Museu De Fundatie va li va dedicar una exposició «Silenci: el meu taller durant el lockdown».
És germà de l'escriptor Tim Krabbé.

## Premis i nominacions
- 1998. Candiat a un Os d'Or per Left Luggage